# Pronom
|  | Per a altres significats, vegeu «Pronom (desambiguació)». |

El pronom és una categoria gramatical a la qual pertanyen les paraules el referent dels quals no és fix, sinó que es determina en relació amb altres que normalment ja s'han anomenat. Serveixen per a donar agilitat, claredat i cohesió al text. Es refereixen sovint a persones o coses reals extralingüístiques, més que a substantius del mateix context. A aquesta propietat de referir-se a altres elements, tant lingüístics com extralingüístics, se la denomina dixi.
Totes les llengües humanes tenen pronoms. És freqüent que els pronoms expressin el nombre i fins i tot el gènere, i en les llengües flexives generalment expressen també el cas gramatical. De fet, és habitual que en el pronom s'expressin més categories gramaticals que les que s'expressen en el verb o el substantiu. Per exemple, en anglès els pronoms personals admeten gènere, però no pas els noms; en català admeten cas gramatical —a diferència dels noms—; i en xinès expressen el nombre, però en el substantiu aquesta categoria usualment no s'expressa.

## El pronom en la teoria gramatical
Tècnicament, un pronom o element pronominal, igual que una anàfora, és una paraula el referent de la qual depèn del context lingüístic, ja que manca de significat lèxic. La diferència entre les anàfores i els pronoms és que les primeres requereixen un antecedent en el seu domini sintàctic local que el «regeixi» pròpiament; els pronoms, en canvi, no requereixen la presència d'un antecedent sintàctic, encara que generalment sí d'un antecedent discursiu.
La gramàtica tradicional va caracteritzar imperfectament el pronom com una «paraula que substitueix al nom»; tanmateix, en l'anàlisi moderna aquest postulat no és correcte. El punt de vista modern considera que els pronoms són el nucli sintàctic d'un sintagma determinant, mentre que un nom és el nucli d'un sintagma nominal. Els pronoms són una categoria universal i totes les llengües tenen algun tipus de pronoms, com els personals/possessius i els díctics. En els pronoms possessius, i generalment també en els personals, totes les llengües distingeixen almenys tres formes o persones: primera persona (exclusiva) [+parlant][-oient], segona persona [-parlant][+oient] i tercera persona [-parlant][-oient]. Algunes llengües distingeixen, a més, altres persones corresponents a [+parlant][+oient] (1a persona inclusiva) i també diverses terceres persones obviatives.
Finalment, des del punt de vista de les categories gramaticals, és freqüent que els pronoms expressin com a mínim tantes categories com els substantius. Per exemple, en anglès només els pronoms expressen gènere gramatical, que està absent en els noms. En xinès mandarí els pronoms personals sovint expressen nombre gramatical, el qual generalment no s'expressa en el nom.

## Els pronoms en català
El pronom en català és una categoria variable, ja que pot adoptar diferents formes segons el gènere, el nombre i la persona. És una de les poques categories que conserva restes dels casos i del gènere neutre del llatí. Els pronoms febles presenten la característica de poder apostrofar-se en presència d'un verb, i poden contraure sintagmes en un sol lexema.
La majoria de pronoms actuals provenen dels corresponents pronoms llatins, si bé s'han perdut moltes de les formes dels indefinits i alguns s'han transformat en articles.
- Personals[3] (forts/febles)
- Possessius[3] (primera persona, segona persona, tercera persona)
- Demostratius[3] (proximitat, llunyania)
- Quantitatius[4]
- Numerals[4] (cardinals, ordinals, partitius, col·lectius)
- Indefinits[3]
- Interrogatius[3]
- Exclamatius[4]
- Relatius[3]

### Els pronoms personals
Els morfemes de persona són els que relacionen el verb amb una persona gramatical, generalment representada pels pronoms personals que l'acompanyen.
Ell canvia de texans cada dia.
En català, els pronoms personals o morfemes de persona no són necessaris perquè la flexió verbal ja indica el gènere i el nombre. Per aquest motiu se solen elidir ben sovint, tant en la llengua parlada com en l'escrita. Tot i això, en cas de necessitar posar èmfasi o donar més rellevància a la persona gramatical, s'acostuma a no dispensar-los.
Jo toco el piano cada tarda. → Toco el piano cada tarda.
Ella té classes de piano cada tarda. → Té classes de piano cada tarda.

#### Pronoms personals forts
Els pronoms personals forts en català són els següents:
| Pronom personal fort | Persona | Nombre   |
| -------------------- | ------- | -------- |
| Jo/ mi/ nós          | 1a      | singular |
| Tu/ vosté/ vós       | 2a      | singular |
| Ell / ella/ si       | 3a      | singular |
| Nosaltres            | 1a      | plural   |
| Vosaltres/ vostés    | 2a      | plural   |
| Ells / Elles         | 3a      | plural   |

En particular, la segona persona, en català, té tres graus de tractament, els quals fan variar el verb. En la pràctica, és a dir, en la llengua parlada, els tractaments no formals són d'ús molt recurrent i habitual, mentre que es dona preferència a les formes formals en l'escrit. I encara en la llengua escrita, s'acostuma a prioritzar en l'administració la forma de "vós" perquè permet no distingir el gènere.
| Pronom personal | Verb                    | Exemple                                                              |
| --------------- | ----------------------- | -------------------------------------------------------------------- |
| Tu / vós        | 2a singular             | Portes un jersei nou! / Ens podríeu confirmar la vostra assistència? |
| Vostè / Vostès  | 3a singular / 3a plural | Faci'm el favor... / Ens podrien confirmar la seua assistència?      |
| Vosaltres       | 2a plural               | Ompliu els requadres en blanc amb la forma correcta                  |

#### Pronoms personals febles
Els pronoms personals febles són paraules de significat variable que serveixen per evitar la repetició d’un nom o d’un sintagma nominal que ja ha aparegut en una oració anterior.
Al jardí hi ha un gat que miola. No el sents?
Tenen les característiques següents:
- són monosíl·labs àtons i, per tant, formen una unitat accentual amb el verb (és a dir, són clítics).[7]
- sempre van aglutinats al verb amb el qual formen una unitat de pronúncia. De vegades s’hi ajunten per mitjà de l’apòstrof o del guionet.
- se situen davant del verb en les formes personals i van al darrere quan el verb és un infinitiu, gerundi o imperatiu.

##### Pronoms personals febles de complement directe
| CD                                                                                      | Pronoms          |
| --------------------------------------------------------------------------------------- | ---------------- |
| -Nom propi -Determinant (article, demostratiu o possessiu)                              | el, la, els, les |
| -Indefinit (una, una, algun) -Quantificat per un numeral, un quantitatiu o un indefinit | en               |
| -Neutre això, allò o una oració)                                                        | ho               |

##### Pronoms personals febles de complement indirecte
| CI         | Pronoms   |
| ---------- | --------- |
| - Singular | li (o hi) |
| -Plural    | els       |

Combinació dels dos pronoms febles (CD i CI). A la major part del domini lingüístic, quan el complement indirecte singular li es combina amb el complement directe determinat —el, la, els, les— es transforma en hi i s’inverteix l’ordre de col·locació.

##### Pronoms reflexius
Els pronoms reflexius en català són els següents:
| Pronom personal fort | Persona | Nombre   |
| -------------------- | ------- | -------- |
| Em                   | 1a      | singular |
| Et                   | 2a      | singular |
| Es                   | 3a      | singular |
| Ens                  | 1a      | plural   |
| Us                   | 2a      | plural   |
| Es                   | 3a      | plural   |

Els pronoms reflexius febles són pronoms personals àtons que tenen com a antecedent el subjecte de l’oració en què apareixen, com a l'exemple següent:
La Mercè es pentina
El pronom es i els altres pronoms reflexius febles poden fer diferents funcions:
- de complement directe
- de complement indirecte
- poden fer una funció impersonalitzadora i aparèixer com a marques de subjecte indefinit en construccions passives pronominals
- poden ser elements lexicalitzats en els verbs anomenats pronominals, com adonar-se, atenir-se, deixar-se o queixar-se, i els que admeten un ús pronominal, com beure’s o menjar-se.

##### Pronoms recíprocs
Un pronom recíproc és un pronom personal que té com a antecedent un subjecte que expressa una pluralitat d'entitats, generalment humanes, que realitzen i reben mútuament l'acció expressada pel verb.
Poden actuar com pronoms recíprocs ens, us i es.

### Pronoms demostratius
Els pronoms demostratius neutres són els següents:
|                                | Demostratius | Demostratius | Demostratius | Demostratius | Pronoms neutres |
| Masculí                        | Masculí      | Femení       | Femení       |              | Pronoms neutres |
| Singular                       | Plural       | Singular     | Plural       |              | Pronoms neutres |
| ------------------------------ | ------------ | ------------ | ------------ | ------------ | --------------- |
| De primer grau o de proximitat | aquest       | aquests      | aquesta      | aquestes     | això            |
| De segon grau o de llunyania   | aquell       | aquells      | aquella      | aquelles     | allò            |

### Pronoms indefinits
Els pronoms indefinits són els següents:
algú, alguna cosa, res, quelcom*
un, una, un hom,* hom*
ningú, res/re, cap cosa, cap
cadascun, cadascuna / cada un, cada una
cadascú / cada u
tot, tothom
altri,* altre, altra cosa
qualsevol, qualssevol / qualsevulla,* qualssevulla*
tal, en tal, en tal i en tal altre
tots dos, totes dues; ambdós,* ambdues*
qualcú,* qualque cosa*
Les formes marcades amb un asterisc indiquen que els indefinits són formes arcaiques, dialectals o molt formals.
Alguns indefinits també poden funcionar com adjectius si acompanyen un nom. També hi ha altres indefinits que sempre actuen com adjectiu, igual com n'hi ha que només actuen com pronom (com algú o res).

### Pronoms interrogatius
Els pronoms interrogatius s’utilitzen per construir oracions interrogatives, o sigui per fer preguntes, exclamatives i admiratives. El pronoms interrogatius en català són els següents:
| Pronoms interrogatius | Pronoms interrogatius                               |
| --------------------- | --------------------------------------------------- |
| Davant de sustantiu   | quin quina quins quines quant quanta quants quantes |
| Davant de verb        | qui què                                             |
| Pronoms adverbials    | on quan com                                         |

### Pronoms relatius
Els pronoms relatius remeten a un element nominal prèviament aparegut en l'oració, o bé implícit, i introdueix una oració subordinada que fa funció d'adjectiu o substantiu.
| Formes simples | Formes simples | Forma composta |
| -------------- | -------------- | -------------- |
| que            | què qui on     | art+qual(s)    |

## Els pronoms en altres llengües
Totes les llengües humanes tenen pronoms, encara que amb algunes variacions:
- A les llengües uralianes no hi ha pronoms personals ni possessius. Només la flexió del verb és suficient per determinar la persona i la possessió és designada pel cas genitiu, que pren una forma diferent per a cada persona.
- En castellà hi ha un pronom de tercera persona per indicar el gènere neutre ("ello").
- En llatí no hi ha pronom personal de tercera persona, sent substituït per pronoms demostratius.
- En anglès, tots els pronoms es declinen en cas (nominatiu, acusatiu i possessiu). Els pronoms demostratius no flexionen en gènere. El pronom "they" (ells) s'utilitza de manera genèrica, però antigament, en ocasions solemnes, s'utilitzaven els pronoms "thou" (singular) i "ye" (plural), amb els respectius oblics "thee" i "you" i possessius "thy/thine" i "your/yours" i reflexius "thyself" i "yourself".
- Algunes llengües, com ara el guaraní, l'aimara i el mandarí, distingeixen dues classes de pronoms per a la primera persona del plural, segons que inclogui l'oeint o no: un pronom que inclou l'oient (jo + tu + altre(s)) i un que l'exclou (jo + altre(s), però no tu). Aquesta diferenciació es coneix amb el nom de clusivitat.[14]
- En japonès, els pronoms de primera persona varien segons el gènere del parlant i la circumstància en què s'utilitza, a més que els pronoms de tractament són diferents fins i tot per a persones properes (quan es dirigeix a persones properes o a persones que requereixen un grau de formalitat més específic). El pronom "watashi" significa "jo" quan el parla la majoria de la gent, "atashi" quan l'utilitza una dona, mentre que "boku" significa "jo" de la mateixa manera, però el diuen sobretot els homes joves. Els pronoms "watashi" i "watakushi" són utilitzats per tots dos en circumstàncies formals.
- En suec hi ha quatre gèneres de pronoms personals per a la tercera persona del singular: masculí, femení, comú i neutre. El gènere comú és per als animals i les plantes, i el gènere neutre és per als objectes inanimats.

En la majoria de llengües indoeuropees, així com en japonès, hi pot haver més d'un pronom de segona persona, segons el grau de proximitat i respecte que es tingui per l'interlocutor.
- En castellà europeu hi ha els pronoms "tú" i "usted" (singular), "vosotros" i "ustedes" (plural).
- En portuguès s'utilitzen els pronoms "tu" i "você" (singular), "vós", "vocês" (plural) per al nominatiu de la segona persona.
- En francès s'utilitzen els pronoms "tu" i "vous".
- En alemany s'utilitzen els pronoms "du" i "Sie". El pronom personal "sie" (en minúscula, es pot posar en majúscula, al començament de les frases) significa: "ella", "ells", "ells". Al seu torn, "Sie" (sempre en majúscula) significa: "tu", "vostè" (tractament més formal en català).
- En basc hi ha un pronom neutre de segona persona ("zu") i un pronom de segona persona no formal però familiar ("hira").